# اسکیپرویل (آلاباما)
اسکیپرویل (به انگلیسی: Skipperville) یک منطقهٔ مسکونی در ایالات متحده آمریکا است که در شهرستان داله، آلاباما واقع شده‌است. اسکیپرویل ۱۳۹٫۹ متر بالاتر از سطح دریا واقع شده‌است.